# Auerbach Naftali
Auerbach Naftali Herz (?–1737) magyarországi rabbi volt Boldogasszony (Fertőboldogasszony) településen (ma Ausztriához tartozik Frauenkirchen néven).

## Élete
Előkelő bécsi családból származott; nagyapja a gazdag és jótékony Auerbach Fischof, édesapja Auerbach Menachem pedig Korotschinban volt rabbi. A zsidók 1670. évi bécsi kiűzetése következtében jutott előbb a család Morvaországba, mert a törvény eltiltotta őket attól, hogy magyarországi császári birtokokon telepedjenek le. Később Naftali „A hét község” egyikében, Fertőboldogasszonyban (Frauenkirchen) működött rabbiként. Sírkőfelirata mint kiváló tudóst, jellemszilárd férfiút és kitűnő hitszónokot tünteti fel.